# Cactus Jack Records
Cactus Jack Records este o casă de discuri⁠(d) fondată de rapperul american Travis Scott în 2017. Numele vine de la porecla sa alternativă, "Cactus Jack". Casa de discuri a fost creată pentru a promova artiști emergenți și pentru a oferi o platformă pentru muzica și proiectele creative ale lui Scott însuși. Printre artiștii semnați la Cactus Jack Records se numără rapperul Don Toliver și producătorul WondaGurl. Travis Scott a folosit și marca Cactus Jack pentru alte afaceri, cum ar fi colaborările de modă și produsele de consum.
Cactus Jack Records a devenit un punct central în lumea muzicală, oferind o platformă pentru artiști talentați să-și exprime creația și să-și împărtășească mesajele cu o audiență mai largă.
Travis Scott însuși este unul dintre cei mai influenți artiști din industria muzicală de astăzi, cunoscut pentru abilitatea sa de a îmbina elemente din diverse genuri muzicale, de la rap la trap și chiar rock. Colaborările sale cu alți artiști de top și spectacolele sale live elaborate au contribuit la consolidarea reputației sale și a casei sale de discuri.